# Municipio de Shiloh (Arkansas)
El municipio de Shiloh (en inglés: Shiloh Township) es un municipio ubicado en el condado de Randolph en el estado estadounidense de Arkansas. En el año 2010 tenía una población de 746 habitantes y una densidad poblacional de 17,4 personas por km².

## Geografía
El municipio de Shiloh se encuentra ubicado en las coordenadas 36°18′15″N 91°3′40″O / 36.30417, -91.06111. Según la Oficina del Censo de los Estados Unidos, el municipio tiene una superficie total de 42.87 km², de la cual 42,8 km² corresponden a tierra firme y (0,15 %) 0,06 km² es agua.

## Demografía
Según el censo de 2010, había 746 personas residiendo en el municipio de Shiloh. La densidad de población era de 17,4 hab./km². De los 746 habitantes, el municipio de Shiloh estaba compuesto por el 99,46 % blancos, el 0,13 % eran de otras razas y el 0,4 % eran de una mezcla de razas. Del total de la población el 1,61 % eran hispanos o latinos de cualquier raza.